# Arthur Batanides
Arthur Batanides (Tacoma, 9 aprile 1923 – Los Angeles, 10 gennaio 2000) è stato un attore statunitense.
Per il cinema totalizzò dal 1954 al 1989 15 partecipazioni mentre per il piccolo schermo diede vita a numerosi personaggi in oltre 110 produzioni dal 1951 al 1985. È stato accreditato anche con i nomi Art Batanides e Arthur Batanidies.

## Biografia
Arthur Batanides nacque a Tacoma, Washington, il 9 aprile 1923. La sua lunga serie di partecipazioni per la televisione si compone di numerose interpretazioni in serie televisive. Tra i personaggi comparsi in più di un episodio si possono trovare il sergente Sam Olivera in 5 episodi della serie Johnny Midnight nel 1960 e Shugo in un doppio episodio della serie The Green Hornet nel 1967. Dagli anni cinquanta agli anni ottanta continuò a collezionare numerose presenze in decine di serie televisive come guest star o personaggio minore. Prese parte anche ad due episodi della serie classica di Ai confini della realtà, intitolati nella versione in italiano Al Denton nel giorno del giudizio e Lo specchio.
Fu inoltre accreditato in diverse produzioni cinematografiche per le quali interpretò personaggi più o meno secondari. La sua ultima apparizione per la televisione avvenne nell'episodio Many Happy Returns della serie televisiva Supercar, andato in onda il 15 novembre 1985, che lo vede nel ruolo di Henry Quincy. Per quanto riguarda le interpretazioni cinematografiche, l'ultima è quella nel film Scuola di polizia 6 - La città è assediata del 1989 in cui recita nel ruolo di Kirkland (ruolo che aveva ricoperto in altri tre film della serie). Morì a Los Angeles, in California, il 10 gennaio 2000.

## Filmografia

### Cinema
- Pioggia di piombo (Black Tuesday) (1954)
- I dieci comandamenti (The Ten Commandments) (1956)
- La casa dei mostri (The Unearthly) (1957)
- Il grande rischio (Violent Road) (1958)
- Il portoricano (Cry Tough) (1959)
- The Leech Woman (1960)
- Spartacus (1960)
- Man-Trap (1961)
- The Maltese Bippy (1969)
- The Cat Ate the Parakeet (1972)
- Ispettore Brannigan, la morte segue la tua ombra (Brannigan) (1975)
- Scuola di polizia 2 - Prima missione (Police Academy 2: Their First Assignment) (1985)
- Scuola di polizia 3 - Tutto da rifare (Police Academy 3: Back in Training) (1986)
- Scuola di polizia 4 - Cittadini in... guardia (Police Academy 4: Citizens on Patrol) (1987)
- Scuola di polizia 6 - La città è assediata (Police Academy 6: City Under Siege) (1989)

### Televisione
- Out There – serie TV, 2 episodi (1951)
- Rod Brown of the Rocket Rangers – serie TV, 58 episodi (1953-1954)
- The Web – serie TV, un episodio (1954)
- Playhouse 90 – serie TV, 3 episodi (1956-1959)
- Crusader – serie TV, episodio 2x02 (1956)
- The Man Called X – serie TV, un episodio (1957)
- Men of Annapolis – serie TV, episodi 1x04-1x07 (1957)
- Navy Log – serie TV, episodio 2x29 (1957)
- Broken Arrow – serie TV, un episodio (1957)
- Tombstone Territory – serie TV, un episodio (1957)
- Maverick – serie TV, episodio 1x14 (1957)
- Alfred Hitchcock presenta (Alfred Hitchcock Presents) – serie TV, 2 episodi (1958-1959)
- Richard Diamond (Richard Diamond, Private Detective) – serie TV, 2 episodi (1958-1959)
- Mike Hammer – serie TV, 2 episodi (1958-1959)
- Colt.45 – serie TV, un episodio (1958)
- State Trooper – serie TV, un episodio (1958)
- U.S. Marshal – serie TV, un episodio (1958)
- Peter Gunn – serie TV, episodio 1x08 (1958)
- Alcoa Theatre – serie TV, un episodio (1958)
- Man with a Camera – serie TV, un episodio (1958)
- Gli uomini della prateria (Rawhide) – serie TV, 2 episodi (1959-1961)
- Ai confini della realtà (The Twilight Zone) – serie TV, 2 episodi (1959-1961)
- Zorro – serie TV, un episodio (1959)
- Yancy Derringer – serie TV, un episodio (1959)
- The Third Man – serie TV, un episodio (1959)
- Avventure in elicottero (Whirlybirds) – serie TV, un episodio (1959)
- Una donna poliziotto (Decoy) – serie TV, un episodio (1959)
- Alcoa Presents: One Step Beyond – serie TV, un episodio (1959)
- 21 Beacon Street – serie TV, un episodio (1959)
- The Lawless Years – serie TV, un episodio (1959)
- Lawman – serie TV, un episodio (1959)
- Lock-Up – serie TV, episodio 1x10 (1959)
- Border Patrol – serie TV, un episodio (1959)
- Bonanza – serie TV, 2 episodi (1960-1961)
- I detectives (The Detectives) – serie TV, 4 episodi (1960-1961)
- Mr. Lucky – serie TV, episodio 1x12 (1960)
- Westinghouse Desilu Playhouse – serie TV, episodio 2x11 (1960)
- Johnny Staccato – serie TV, episodio 1x23 (1960)
- Johnny Midnight – serie TV, 5 episodi (1960)
- Ricercato vivo o morto (Wanted: Dead or Alive) – serie TV, episodio 2x28 (1960)
- Not for Hire – serie TV, episodio 1x26 (1960)
- Il tenente Ballinger (M Squad) – serie TV, un episodio (1960)
- The Chevy Mystery Show – serie TV, episodio 1x07 (1960)
- Avventure lungo il fiume (Riverboat) – serie TV, 2 episodi (1960)
- Ispettore Dante (Dante) – serie TV, episodio 1x07 (1960)
- Carovana (Stagecoach West) – serie TV, episodio 1x11 (1960)
- Route 66 – serie TV, un episodio (1961)
- The Islanders – serie TV, un episodio (1961)
- The Brothers Brannagan – serie TV, un episodio (1961)
- The Asphalt Jungle – serie TV, un episodio (1961)
- Corruptors (Target: The Corruptors) – serie TV, episodio 1x01 (1961)
- Follow the Sun – serie TV, episodio 1x06 (1961)
- Avventure in paradiso (Adventures in Paradise) – serie TV, episodio 3x06 (1961)
- 87ª squadra (87th Precinct) – serie TV, un episodio (1962)
- The Beachcomber – serie TV, 2 episodi (1962)
- La grande avventura (The Great Adventure) – serie TV, episodi 1x04-1x20 (1963-1964)
- The Dick Van Dyke Show – serie TV, 4 episodi (1963-1964)
- The Bill Dana Show – serie TV, 2 episodi (1963-1964)
- The Plot Thickens – film TV (1963)
- Perry Mason – serie TV, un episodio (1963)
- G.E. True – serie TV, episodio 1x16 (1963)
- The Rifleman – serie TV, un episodio (1963)
- Alcoa Premiere – serie TV, un episodio (1963)
- Ben Casey – serie TV, episodio 2x29 (1963)
- Combat! – serie TV, 2 episodi (1963)
- Gunsmoke – serie TV, 2 episodi (1964-1965)
- Il fuggiasco (The Fugitive) – serie TV, un episodio (1964)
- The Outer Limits – serie TV, un episodio (1964)
- The Crisis (Kraft Suspense Theatre) – serie TV, un episodio (1964)
- Gli inafferrabili (The Rogues) – serie TV, episodio 1x02 (1964)
- The Andy Griffith Show – serie TV, un episodio (1964)
- Selvaggio west (The Wild Wild West) – serie TV, 4 episodi (1965-1968)
- Gomer Pyle: USMC – serie TV, 4 episodi (1965-1969)
- La legge di Burke (Burke's Law) – serie TV, episodio 3x01 (1965)
- Honey West – serie TV, episodio 1x10 (1965)
- A Man Called Shenandoah – serie TV, episodio 1x14 (1965)
- Le spie (I Spy) – serie TV, 5 episodi (1966-1967)
- Get Smart – serie TV, un episodio (1966)
- Death Valley Days – serie TV, un episodio (1966)
- Blue Light – serie TV, un episodio (1966)
- Organizzazione U.N.C.L.E. (The Man from U.N.C.L.E.) – serie TV, un episodio (1966)
- Corri e scappa Buddy (Run Buddy Run) – serie TV, un episodio (1966)
- Missione impossibile (Mission: Impossible) – serie TV, 6 episodi (1967-1972)
- Kronos - Sfida al passato (The Time Tunnel) – serie TV, episodio 1x26 (1967)
- Il Calabrone Verde (The Green Hornet) – serie TV, 2 episodi (1967)
- Lost in Space – serie TV, un episodio (1967)
- Cimarron Strip – serie TV, episodio 1x05 (1967)
- Una famiglia... si fa per dire (Accidental Family) – serie TV, episodio 1x07 (1967)
- La terra dei giganti (Land of the Giants) – serie TV, un episodio (1968)
- Star Trek - serie TV, episodio 3x17 (1969)
- Mod Squad, i ragazzi di Greer (The Mod Squad) – serie TV, un episodio (1969)
- Operazione ladro (It Takes a Thief) – serie TV, un episodio (1970)
- Daniel Boone – serie TV, un episodio (1970)
- A piedi nudi nel parco (Barefoot in the Park) – serie TV, un episodio (1970)
- Room 222 – serie TV, un episodio (1970)
- The Silent Force – serie TV, un episodio (1970)
- The Feminist and the Fuzz – film TV (1971)
- Hawaii squadra cinque zero (Hawaii Five-O) – serie TV, un episodio (1971)
- Bearcats! – serie TV, un episodio (1971)
- What's a Nice Girl Like You...? – film TV (1971)
- Le pazze storie di Dick Van Dyke (The New Dick Van Dyke Show) – serie TV, 2 episodi (1972-1973)
- La strana coppia (The Odd Couple) – serie TV, 3 episodi (1972-1974)
- Evil Roy Slade – film TV (1972)
- The Heist – film TV (1972)
- Le strade di San Francisco (The Streets of San Francisco) – serie TV, un episodio (1972)
- Uno sceriffo a New York (McCloud) – serie TV, un episodio (1973)
- Ironside – serie TV, un episodio (1973)
- Thicker Than Water – serie TV, un episodio (1973)
- Happy Days – serie TV, 5 episodi (1974-1983)
- Colombo (Columbo) – serie TV, un episodio (1974)
- Sulle strade della California (Police Story) – serie TV, 2 episodi (1975-1977)
- The Lindbergh Kidnapping Case – film TV (1976)
- Blansky's Beauties – serie TV, un episodio (1977)
- The Last Hurrah – film TV (1977)
- Lou Grant – serie TV, 4 episodi (1978-1981)
- Wonder Woman – serie TV, 2 episodi (1978)
- Lobo (The Misadventures of Sheriff Lobo) – serie TV, 2 episodi (1979-1980)
- Galactica 1980 – serie TV, un episodio (1980)
- Quincy (Quincy M.E.) – serie TV, un episodio (1982)
- Supercar (Knight Rider) – serie TV, episodio 4x08 (1985)